# Zofia Romanowa
Zofia Aleksiejewna Romanowa, ros. Софья Алексеевна Романова (ur. 17 września?/27 września 1657, zm. 3 lipca?/14 lipca 1704) – regentka (w latach 1682–1689) i siostra carów Iwana V Romanowa i Piotra I Wielkiego, córka cara Aleksego I Romanowa (1645 – 1676) i jego pierwszej żony Marii Miłosławskiej.

## Przyczyny regencji
Po śmierci cara Fiodora III, w wyniku sporów i krwawych porachunków pomiędzy strzelcami carskimi i bojarami, ogłoszono równolegle carami dwóch braci zmarłego: 15-letniego Iwana i 10-letniego Piotra, zresztą z różnych małżeństw, i przydano im za regentkę ich 25-letnią siostrę, Zofię. Faktycznie rezolutna Zofia sprawowała niepodzielnie władzę przez 7 lat, gdyż Iwan był niesprawny umysłowo, zaś Piotr zbyt młody.

## Pokój Grzymułtowskiego
W 1684 r. Zofia potwierdziła zawarty wcześniej traktat pokojowy ze Szwecją, a w 1686 r. zawarty został w Moskwie traktat pokojowy z Rzeczpospolita Obojga Narodów, zwany od nazwiska sygnatariusza traktatem Grzymułtowskiego (na czele polskiego poselstwa stał wojewoda poznański Krzysztof Grzymułtowski). Traktat utrwalił warunki rozejmu andruszowskiego i stanowił pakt obronny obu państw przeciwko Turcji. Przez cały XVII wiek trwały wyprawy odkrywcze rosyjskich podróżników, naukowców i pionierskich osadników w głąb Azji na wschód od Uralu.

## Traktat z Chinami
W pierwszej połowie XVII w. Rosjanie skolonizowali już prawie całą Azję na północ od Mongolii i rzeki Amur, z wyjątkiem Półwyspu Kamczackiego. Jednak w 1689 r. Rosja zawarła wymuszony traktat nerczyński z Chinami, w którym, w zamian za przywileje handlowe, odstąpiła Chinom Kraj Nadamurski, tj. pas terytorium na północ od Amuru. Głównymi eksploatowanymi ówcześnie bogactwami Syberii były futra i skóry zwierzęce oraz drewno, stanowiące podstawowy, właściwie jedyny, materiał budowlany.

## Gospodarka
W XVII w. Rosja poczyniła też pewne postępy w rozwoju swej gospodarki, w miastach powstały liczne manufaktury, rozwijał się handel zagraniczny. Głównymi towarami eksportowymi były: futra syberyjskie, zboże, sól, ryby, kawior, len, olej konopny i drewno, spławiane wielkimi rzekami. Znaczną przeszkodą w kontaktach zagranicznych był brak dostępu Rosji do Bałtyku i Morza Czarnego.

## Plany przejęcia władzy
Zofia, wraz ze swym głównym doradcą księciem Wasylem Golicynem, zamierzała przejąć również formalnie władzę carską, spisek jednakże się nie udał i Zofia została zesłana do Klasztoru Nowodziewiczego, gdzie przyjęła imię Zuzanna. Pełną władzę w Rosji, jako jedyny car, przejął wtedy Piotr I (1689-1725).

## Genealogia
| Michał I Romanow ur. 12/22 VII 1596 zm. 13/23 VII 1645 | Michał I Romanow ur. 12/22 VII 1596 zm. 13/23 VII 1645 |                                                                       |                                                                       | Eudoksja Strieszniewa ur. 1608 zm. 18/28 VIII 1645 | Eudoksja Strieszniewa ur. 1608 zm. 18/28 VIII 1645 |  |  | Ilja Daniłowicz Miłosławski ur. 1594 zm. 1668 | Ilja Daniłowicz Miłosławski ur. 1594 zm. 1668 |                                                                 |                                                                 | Katarzyna Fiodorowna Narbekowa ur. ? zm. ? | Katarzyna Fiodorowna Narbekowa ur. ? zm. ? |
|                                                        |                                                        |                                                                       |                                                                       |                                                    |                                                    |  |  |                                               |                                               |                                                                 |                                                                 |                                            |                                            |
|                                                        |                                                        |                                                                       |                                                                       |                                                    |                                                    |  |  |                                               |                                               |                                                                 |                                                                 |                                            |                                            |
|                                                        |                                                        | Aleksy I Michajłowicz Romanow ur. 19/29 III 1629 zm. 29 I / 8 II 1676 | Aleksy I Michajłowicz Romanow ur. 19/29 III 1629 zm. 29 I / 8 II 1676 |                                                    |                                                    |  |  |                                               |                                               | Maria Iljiniczna Miłosławska ur. 1/11 IV 1626 zm. 3/13 III 1669 | Maria Iljiniczna Miłosławska ur. 1/11 IV 1626 zm. 3/13 III 1669 |                                            |                                            |
|                                                        |                                                        |                                                                       |                                                                       |                                                    |                                                    |  |  |                                               |                                               |                                                                 |                                                                 |                                            |                                            |
|                                                        |                                                        |                                                                       |                                                                       |                                                    |                                                    |  |  |                                               |                                               |                                                                 |                                                                 |                                            |                                            |
|                                                        |                                                        |                                                                       |                                                                       |                                                    |                                                    |  |  |                                               |                                               |                                                                 |                                                                 |                                            |                                            |

|  |  |  |  | Zofia ur. 17/27 IX 1657 zm. 3/14 VII 1704 |  |  |  |  |  |
|  |  |  |  |                                           |  |  |  |  |  |
|  |  |  |  |                                           |  |  |  |  |  |